# Крочеферата (Вибо Валенција)
Крочеферата је насеље у Италији у округу Вибо Валенција, региону Калабрија.
Према процени из 2011. у насељу је живело 12 становника. Насеље се налази на надморској висини од 887 м.